# Childhood’s End (album)
Childhood’s End - cover album norweskiej grupy muzycznej Ulver. Album składa się z 16 coverów.

## Lista utworów
Opracowano na podstawie materiału źródłowego.
1. „Bracelets of Fingers” (The Pretty Things) – 4:12
2. „Everybody’s Been Burned” (The Byrds) – 3:25
3. „The Trap” (Bonniwell's Music Machine) – 2:33
4. „In the Past” (The Chocolate Watchband) – 2:54
5. „Today”(Jefferson Airplane) – 3:20
6. „Can You Travel in the Dark Alone”(Gandalf) – 4:02
7. „I Had Too Much to Dream Last Night”(The Electric Prunes) – 2:54
8. „Street Song” (13th Floor Elevators) – 5:14
9. „66-5-4-3-2-1” (The Troggs) – 3:23
10. „Dark Is the Bark” (The Left Banke) – 4:03
11. „Magic Hollow” (The Beau Brummels) – 3:15
12. „Soon There Will Be Thunder” – 2:27
13. „Velvet Sunsets” (Music Emporium) – 2:44
14. „Lament of the Astral Cowboy” (Curt Boettcher) – 2:14
15. „I Can See the Light” (Les Fleur de Lys) – 3:14
16. „Where Is Yesterday” (The United States of America) – 3:58